# Campeonato Uruguaio de Futebol de 1943 – Segunda Divisão
A Segunda Divisão Uruguaia de 1943, também conhecida como Segunda Divisão do Campeonato Uruguaio de 1943 ou oficialmente como Campeonato Uruguayo de Primera División "B" de 1943 ou simplesmente como Primera "B" de 1943, foi a segunda edição da segunda divisão profissional do futebol no Uruguai.
O River Plate sagrou-se campeão da temporada e conquistou a única vaga disponível para a primeira divisão do Campeonato Uruguaio de 1944. A artilharia da temporada ficou para M. Ladem, jogador do Progreso, que marcou 12 gols ao longo da competição.
Na parte de baixo da tabela, ao final da temporada, o Wilson acabou sendo rebaixado para a Divisional Intermedia, nome da terceira divisão do futebol uruguaio entre 1943 e 1971.

## Regulamento
O campeonato foi disputado no sistema de pontos corridos, de forma contínua, em turno e returno, sendo 7 (sete) jogos de ida e 7 (sete) jogos de volta, sagrando-se campeão o clube que acumular o maior número de pontos ganhos em toda a disputa. O último colocado na tabela ao final das 14 rodadas será rebaixado para a terceira divisão do Campeonato Uruguaio de 1944. O rebaixamento é automático, seguindo a classificação final por pontos.

## Participantes
| Clube       | Cidade     | Temporada(s) | Origem (método de qualificação) | Melhor campanha |
| ----------- | ---------- | ------------ | ------------------------------- | --------------- |
| Bella Vista | Montevidéu | 2            | 3º da segunda divisão de 1942   | 3º em 1942      |
| Cerro       | Montevidéu | 2            | 4º da segunda divisão de 1942   | 4º em 1942      |
| Colón       | Montevidéu | 2            | 6º da segunda divisão de 1942   | 6º em 1942      |
| Fénix       | Montevidéu | 1            | Promovido da 3ª divisão         | Estreante       |
| Progreso    | Montevidéu | 2            | 2º da segunda divisão de 1942   | 2º em 1942      |
| River Plate | Montevidéu | 1            | Rebaixado da 1ª divisão         | Estreante       |
| San Carlos  | Montevidéu | 2            | 7º da segunda divisão de 1942   | 7º em 1942      |
| Wilson      | Montevidéu | 2            | 5º da segunda divisão de 1942   | 5º em 1942      |

## Tabela
| Classificação | Classificação | Pts. | J  | V  | E | D  | GP | GC | SG  | Resultado                         |
| ------------- | ------------- | ---- | -- | -- | - | -- | -- | -- | --- | --------------------------------- |
| 1             | Cerro         | 22   | 14 | 10 | 2 | 2  | 33 | 8  | 25  | Fase final pelo acesso            |
| 2             | River Plate   | 22   | 14 | 10 | 2 | 2  | 32 | 10 | 22  | Fase final pelo acesso            |
| 3             | Progreso      | 22   | 14 | 9  | 4 | 1  | 33 | 12 | 21  | Fase final pelo acesso            |
| 4             | Bella Vista   | 16   | 14 | 7  | 2 | 5  | 25 | 15 | 10  | Permanece na 2ª divisão para 1944 |
| 5             | San Carlos    | 9    | 14 | 4  | 1 | 9  | 16 | 37 | −21 | Permanece na 2ª divisão para 1944 |
| 6             | Wilson        | 7    | 14 | 2  | 3 | 9  | 17 | 30 | −13 | Fase final contra o rebaixamento  |
| 7             | Fénix         | 7    | 14 | 3  | 1 | 10 | 12 | 33 | −21 | Fase final contra o rebaixamento  |
| 8             | Colón         | 7    | 14 | 3  | 1 | 10 | 11 | 34 | −23 | Fase final contra o rebaixamento  |

| Fonte: Segunda División Profesional (em castelhano) |

### Definição do Título e do Acesso
|  | Cerro | 4 — 1 | Progreso |  |  |
|  |       |       |          |  |  |

|  | River Plate | 3 — 1 | Progreso |  |  |
|  |             |       |          |  |  |

|  | River Plate | 1 — 0 | Cerro |  |  |
|  |             |       |       |  |  |

| Classificação | Classificação | Pts. | J | V | E | D | GP | GC | SG | Resultado final                   |
| ------------- | ------------- | ---- | - | - | - | - | -- | -- | -- | --------------------------------- |
| 1             | River Plate   | 4    | 2 | 2 | 0 | 0 | 4  | 1  | 3  | Promovido para a Primera División |
| 2             | Cerro         | 2    | 2 | 1 | 0 | 1 | 4  | 2  | 2  | Permanece na 2ª divisão para 1944 |
| 3             | Progreso      | 0    | 2 | 0 | 0 | 2 | 2  | 7  | −5 | Permanece na 2ª divisão para 1944 |

| Fonte: Segunda División Profesional (em castelhano) |

### Luta contra o Rebaixamento
|  | Fénix | 2 — 1 | Wilson |  |  |
|  |       |       |        |  |  |

|  | Colón | 3 — 0 | Wilson |  |  |
|  |       |       |        |  |  |

|  | Fénix | 1 — 1 | Colón |  |  |
|  |       |       |       |  |  |

| Classificação | Classificação | Pts. | J | V | E | D | GP | GC | SG | Resultado final                        |
| ------------- | ------------- | ---- | - | - | - | - | -- | -- | -- | -------------------------------------- |
| 1             | Colón         | 3    | 2 | 1 | 1 | 0 | 4  | 1  | 3  | Permanece na 2ª divisão para 1944      |
| 2             | Fénix         | 3    | 2 | 1 | 1 | 0 | 3  | 2  | 1  | Permanece na 2ª divisão para 1944      |
| 3             | Wilson        | 0    | 2 | 0 | 0 | 2 | 1  | 5  | −4 | Rebaixado para a Divisional Intermedia |

| Fonte: Segunda División Profesional (em castelhano) |

## Resumo da temporada
| Nome oficial do campeonato          | Campeonato Uruguaio da Primeira Divisão "B" de 1943 |
| Organizadora                        | Associação Uruguaia de Futebol (AUF)                |
| Patrocinador                        | —                                                   |
| Datas                               | ? — ?                                               |
| Campeão                             | River Plate                                         |
| Promovido para a 1ª divisão de 1944 | River Plate                                         |
| Rebaixado para a 3ª divisão de 1944 | Wilson                                              |
| Artilheiro                          | M. Ladem, do Progreso, com 12 gols                  |